# Comtesse de Kermel
Comtesse de Kermel, född Thérèse Villard 15 juni 1874, död 13 juni 1955, var en fransk tennisspelare aktiv under 1900-talets första årtionde.
Comtesse de Kermel är inskriven i tennishistorien genom sin singeltitel 1907 i de då slutna Franska Mästerskapen som spelades på grusbanorna i Ile de Puteaux i Paris. I finalen besegrade hon landsmaninnan Catherine d'Aliney d'Elva. 

## Grand Slam-titlar
- Franska mästerskapen
- Singel - 1907 (slutna nationella mästerskap)